# Jürgen Kriz
Jürgen Kriz (Ehrhorn, 5 dicembre 1944) è uno psicologo tedesco, psicoterapeuta e professore emerito di psicoterapia e psicologia clinica tedesco presso l'Università di Osnabrück, Osnabrück, Bassa Sassonia..
È un pensatore di primo piano nella teoria dei sistemi e il fondatore della Teoria dei sistemi incentrati sulla persona, un concetto multilivello per la comprensione dei processi in psicoterapia, consulenza, coaching e psicologia clinica.

## Biografia
Kriz ha studiato psicologia, filosofia e pedagogia sociale, nonché astronomia e astrofisica presso le università di Amburgo (Germania), e Vienna (Austria), dove ha ottenuto il dottorato nel 1969 con una tesi su "Probabilità soggettiva e teoria delle decisioni". Dopo aver lavorato come studioso e assistente di ricerca presso l'Istituto di studi avanzati di Vienna, in Austria, è stato professore associato presso l'Università di Amburgo, in Germania. Nel 1972 è diventato professore di statistica presso il Dipartimento di Sociologia dell'Università di Bielefeld, in Germania. Dal 1974 al 1999, Kriz è stato professore ordinario di metodi di ricerca, statistica e filosofia della scienza alla Facoltà di Sociologia dell'Università di Osnabrück, in Germania. A partire dal 1980, ha ricoperto la posizione (temporaneamente aggiuntiva) di professore ordinario di psicoterapia e psicologia clinica presso il Dipartimento di Psicologia dell'Università di Osnabrück. Dal 2010, Kriz è professore emerito.
Kriz è stato professore ospite in varie università di Zurigo, Riga, Mosca, Berlino, North Carolina e Vienna (Paul Lazarsfeld Visiting Professorship). Dal 1994 al 1996 è stato a capo del comitato internazionale di esperti Wissen und Handeln (Conoscenza e Azione) della Wiener Internationale Zukunftskonferenz WIZK (Conferenza internazionale di Vienna sul futuro). Dal 2000, Kriz è membro del comitato consultivo scientifico della Gesellschaft für Personzentrierte Psychotherapie und Beratung GwG (Società per la psicoterapia e la consulenza centrata sulla persona). Dal 2004 al 2008 è stato membro del Wissenschaftlicher Beirat Psychotherapie WBP (Comitato consultivo scientifico di psicoterapia).
Kriz è membro del comitato consultivo di varie riviste psicoterapeutiche. Dal 1994 al 2017 è stato redattore della rivista internazionale multidisciplinare 'Gestalt Theory'. È anche il redattore di una serie di libri di testo intitolata Basiswissen Psychologie (Conoscenza psicologica di base) che comprende finora circa 30 volumi (2020).

## Opere e filosofia
Kriz ha scritto più di 300 pubblicazioni scientifiche tra cui oltre 20 monografie. Il suo lavoro si concentra sulla statistica e sulla metodologia della ricerca con particolare enfasi sulla critica della scienza, così come sullo sviluppo di un approccio globale chiamato "Teoria dei sistemi incentrati sulla persona".

### Critica della pratica di ricerca e della scienza
Avendo pubblicato diversi libri di testo su statistica, elaborazione dei dati, metodi di ricerca e filosofia della scienza, Kriz si è concentrato sui limiti della significatività e dell'applicazione dei corrispondenti modelli formali nella ricerca e nella pratica lavorativa. In opere come Methodenkritik empirischer Sozialforschung (1981) e Facts and Artefacts in Social Science (1988), ha sostenuto che i risultati di ricerca non validi o addirittura insensati non sono tanto il risultato di calcoli errati o di un'esecuzione insufficiente dei passaggi formali, ma sono dovuti, piuttosto, a un'insufficiente considerazione dei presupposti del modello e delle condizioni di contorno. In molti contributi, Kriz ha affrontato specificamente le questioni di un'applicazione inadeguata del paradigma sperimentale nella ricerca in psicoterapia e di un'interpretazione inadeguata dello studio controllato randomizzato  (ricerca RCT). Kriz sostiene che la ricerca in psicoterapia di solito non rende giustizia all’esistenza di percorsi non lineari nei processi di sviluppo e cambiamento, né tiene conto dell'essere umano come soggetto. Le condizioni per la ricerca non sarebbero determinate solo da effetti o interventi manualizzati, ma anche in larga misura dalle attribuzioni soggettive di significato dei pazienti e dalle loro interpretazioni. Questo, tuttavia, rende le cosiddette "variabili indipendenti" di un disegno sperimentale dipendenti da interpretazioni. Il concetto di base di un esperimento e la logica RCT diventano così inadeguati.
Oltre a questo fondamentale disallineamento della ricerca RCT in psicoterapia, Kriz ha operato critiche riguardo numerose altre problematiche sostenute da presupposti discutibili e generalmente non discussi.

### Teoria dei sistemi incentrati sulla persona
I percorsi di sviluppo umano e i cambiamenti attraverso la terapia, il counseling o il coaching sono caratterizzati da processi non lineari in cui interagiscono molti aspetti. Kriz cerca di tenerne conto quando sviluppa la teoria dei sistemi incentrati sulla persona. Si occupa di interazioni non lineari su (almeno) quattro livelli: oltre all'interazione di (1) processi psicologici e (2) interpersonali - che si riflettono nella maggior parte degli approcci alla psicoterapia o al counseling - sono considerati l'impatto di (3) processi somatici (e qui specialmente evolutivi) e (4) culturali. Inoltre, la complementarità tra le prospettive "oggettive" di scienziati, consulenti, ecc. da una parte e le prospettive dei clienti dall'altra gioca un ruolo importante nell'approccio di Kriz. Egli sottolinea che, per esempio, i risultati "oggettivi" della diagnostica hanno frequentemente poco a che fare con la sensibilità dei soggetti. Molti concetti come "stress" o "risorse" sono spesso descritti sulla base di fattori "oggettivi", anche se altri aspetti sono molto più rilevanti per l'esperienza e le azioni del soggetto.
In Subjekt und Lebenswelt (2017) – qui Kriz riassume tre decenni di lavoro sulla teoria dei sistemi incentrati sulla persona – fornisce un'analisi essenziale dell'interazione tra i quattro livelli di processo e la complementarità delle prospettive "oggettive" e soggettive. Kriz dimostra che la distinzione tra la descrizione "oggettiva" (dalla prospettiva della terza persona) e l'esperienza soggettiva (dalla prospettiva in prima persona) è un concetto puramente accademico-analitico che contribuisce poco alla comprensione della realtà umana. Al contrario, entrambe le prospettive sono inseparabilmente intrecciate. Perché per poter comprendere gli stessi impulsi "interni" (dell'organismo), bisogna applicare a se stessi gli strumenti culturali (in particolare il linguaggio) della propria comunità sociale. Si deve, per esempio, capire e quindi simbolizzare la sensazione fisica immediata dei processi fisiologici come "desiderio" o "tristezza" o "disperazione". Questa non è solo una questione di terminologia o di semantica e sintassi del linguaggio. Piuttosto, il linguaggio trasmette automaticamente anche le metafore, i principi di spiegazione e comprensione, le narrazioni, i concetti di azione, ecc. di una cultura.
Formalmente, la teoria dei sistemi incentrati sulla persona si basa sul paradigma dell'auto-organizzazione nel quadro della teoria dei sistemi dinamici non lineari,– in particolare la sinergetica. Dopo lavori più formali come Chaos und Struktur (1992) o Systemtheorie für Psychotherapeuten, Psychologen und Mediziner (1999), negli ultimi anni Kriz si è per lo più astenuto da esplicite derivazioni formali del fondamenti, al fine di rivolgersi a una più ampia cerchia di lettori.

## Premi e riconoscimenti
- 2002: Transfer Award dell'Università di Osnabrück.[6]
- 2004: Gran Premio del Fondo Viktor Frankl della Città di Vienna per altissimi meriti nel campo della Psicoterapia Umanistica orientata al Significato.[7]
- 2004: Membro onorario della Gesellschaft für Logotherapie und Existenzanalyse (Società per la logoterapia e l'analisi esistenziale) GLE International.[8]
- 2009: Membro onorario della Systemische Gesellschaft (Società sistemica).[9]
- 2014: Premio AGHPT dell'Arbeitsgemeinschaft Humanistische Psychotherapie (Federazione Tedesca di Psicoterapia Umanistica).[10]
- 2015: Membro onorario della International Society for Gestalt Theory and its Applications.[11]
- 2016: Premio Onorario della GwG Gesellschaft für Personzentrierte Psychotherapie und Beratung e. V. (Società di Psicoterapia e Counselling Incentrata sulla Persona).[12]
- 2019: Premio della Fondazione Dr. Margrit Egnér per altissimi meriti nel campo della "psicologia antropologica e umanistica".[13]
- 2020: Verdienstkreuz am Bande des Verdienstordens der Bundesrepublik Deutschland (Ordine al merito della Repubblica Federale di Germania).[14][15]
- 2021: Membro onorario dell'AGHPT.[16]

## Pubblicazioni selezionate
- 2017: Subjekt und Lebenswelt. Personzentrierte Systemtheorie für Psychotherapie, Beratung und Coaching (Soggetto e Mondo della Vita. Teoria dei sistemi incentrati sulla persona per psicoterapia, counselling e coaching). Göttingen: Vandenhoeck & Ruprecht, ISBN 978-3-525-49163-8 .
- 2014: Grundkonzepte der Psychotherapie (Concetti essenziali di psicoterapia). Weinheim: Beltz/PVU. 7ª edizione, ISBN 978-3-621-27601-6.
- 2013: Person-Centred Approach and Systems Theory. In: Cornelius-White, M., Motschnig, R. & Lux, M. (ed.): Interdisciplinary Handbook of the Person-Centered Approach: Research and Theory. New York: Springer. 261-276.
- 2009: Cognitive and Interactive Patterning: Processes of creating meaning. In: Jaan Valsiner, Peter CM Molenaar, Maria CDP Lyra & Nandita Chaudhary (ed.): Dynamic Process Methodology in the Social and Developmental Sciences. New York: Springer, 619-650.
- 2008: Self-Actualization: Person-Centred Approach and Systems Theory. PCCS-libri. Ross-on-Wye, Regno Unito ISBN 978-1-906-25403-2 .
- 2008 (con Jeffrey HD Cornelius-White): The Formative Tendency: Person-centred Systems Theory, Interdependence and Human Potential. In: Brian Levitt (ed.): Reflections on human potential: The person-centred approach as a positive psychology. Ross-on-Wye (Regno Unito): libri PCCS, 116-130.
- 2007: Oswald Külpe and the Würzburg School from the perspective of modern systems theory. In: Skilters, Jurgis (ed.): Complex cognition and qualitative science: A legacy of Oswald Külpe. (The Baltic international yearbook of cognition, logic and communication, vol. 2) Riga: Univ. della Lettonia Press, 33-56.
- 2007: Actualizing Tendency: The Link between PCE and Interdisciplinary Systems Theory. Person-Centered and Experiential Psychotherapies (PCEP), 6, 1, 30-44.
- 2001: Self-Organization of Cognitive and Interactional Processes. In: Matthies, M., Malchow, H. & Kriz, J. (a cura di): Integrative Systems Approaches to Natural and Social Dynamics. Heidelberg: Springer, 517-537.
- 1999: On Attractors – The Teleological Principle in Systems Theory, the Arts and Therapy. POIESIS. A Journal of the Arts and Communication, 24-29.
- 1999: Systemtheorie für Psychotherapeuten, Psychologen und Mediziner (Systems theory for psychotherapists, psychologists and physicians). Vienna/Stoccarda: UTB/ Facultas, 3ª ed., ISBN 3-8252-2084-2 .
- 1993: Pattern Formation in Complex Cognitive Processes. In: Haken, H. & Mikhailov, A. (a cura di): Interdisciplinary Approaches to Nonlinear Complex Systems. Berlino/Heidelberg: Springer, 161-175.
- 1992: Chaos und Struktur. Systemtheorie Bd 1 (Chaos and structure. Systems theory vol. 1). Monaco, Berlino: Quintessenz. ISBN 3-928036-34-3.
- 1988: Facts and Artefacts in Social Science. An epistemological and methodological analysis of social science research techniques. Amburgo, New York: McGraw-Hill, ISBN 3-89028-096-X .